# Kristina Edmundowna Orbakaite

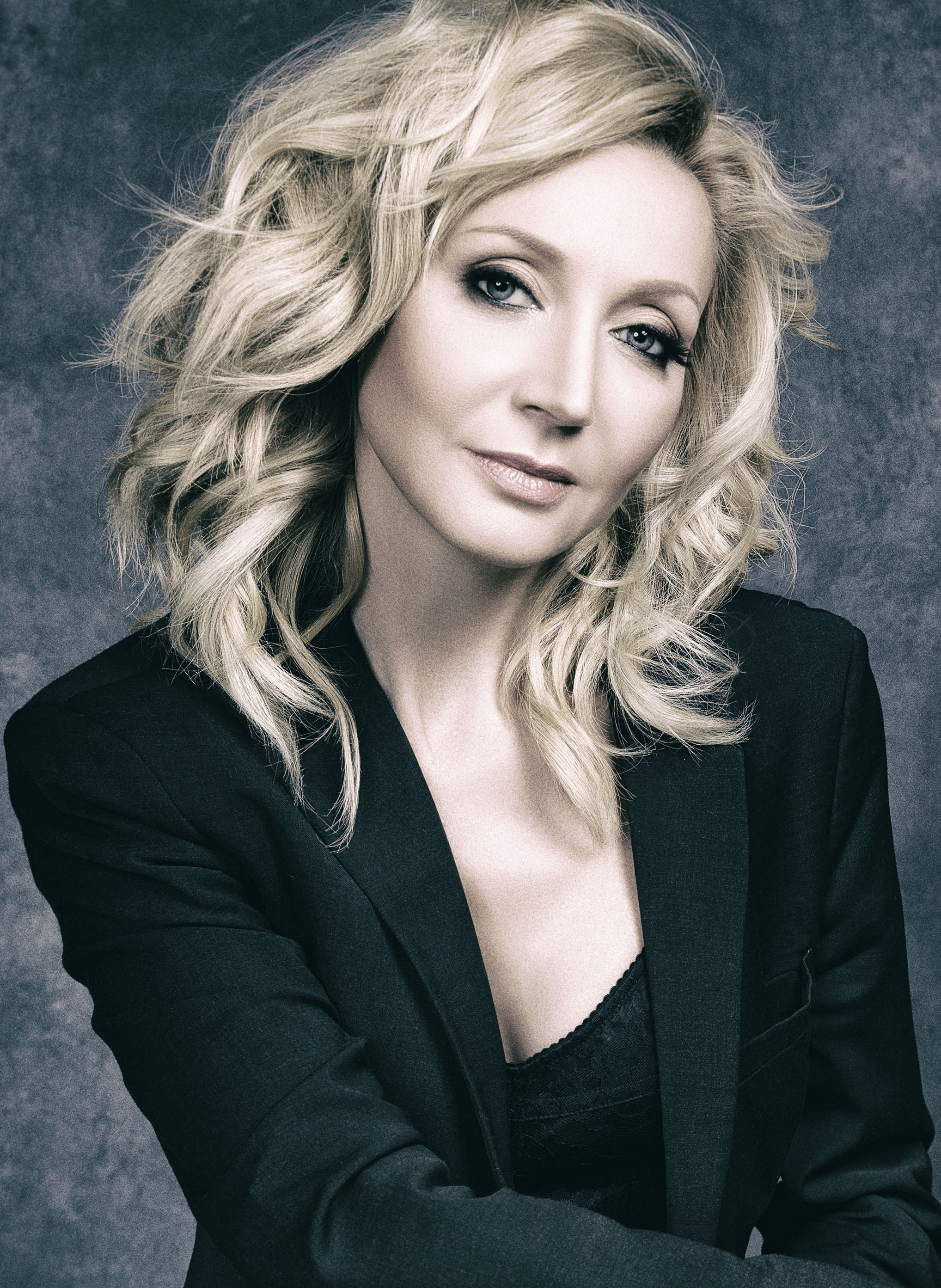
Kristina Orbakaite (2017)

Kristina Edmundowna Orbakaite (russisch Кристина Эдмундовна Орбакайте Kristina Ėdmundovna Orbakajte; * 25. Mai 1971 in Moskau) ist eine populäre russische Sängerin und Schauspielerin. Schwerpunkt ihres Repertoire ist eine modernisierte Form des von ihrer Mutter Alla Pugatschowa stark geprägten Estrada-Schlagers.

## Leben und Karriere
Kristina Orbakaite ist die Tochter der populären russischen Sängerin Alla Pugatschowa (* 1949) und des litauischen Zirkusartisten Mikolas Edmundas Orbakas (* 1945). Ihre Kindheit (ab dem 4. Lebensmonat) bis zur Schulzeit verbrachte sie bei ihren Großeltern im Kurort Šventoji an der Ostsee in Litauen. Dort sprach sie nur litauisch und wurde katholisch getauft.  2002 bekam sie die litauische Staatsangehörigkeit.
Sie hat seit 1994 über zehn Alben auf Russisch veröffentlicht. Sie ist besonders in Russland und den baltischen Ländern sehr bekannt und geht dort häufig auf Tournee.
Ihr Fernsehdebüt hatte sie mit sieben Jahren in der Kinder-Musiksendung „Fröhliche Noten“. 1982 trat sie in der Sendung „Morgenpost“ mit dem Lied „Lasst sie reden“ (russ. Пусть говорят; Pust goworjat; Anmerkung: alle deutschen Titel in diesem Artikel sind freie Übersetzungen und nicht auf Deutsch erschienen) auf, das danach als Schallplatte gepresst wurde. 1983 hatte sie eine Filmrolle in dem Film „Vogelscheuche“ (russ. Чучело; Tschutschelo). 1984 bis 1991 arbeitete sie im Ballett, 1993 auf Gastreisen mit dem Ballett. 1993 hatte sie die Hauptrolle in dem Film „Der Wohltätigkeitsball“ (russ. Благотворительный бал; Blagotworitelny bal). Anfang der 1990er Jahre spielte sie in zwei Fernsehfilmen. 1992 begann sie ihre Solokarriere als Sängerin. Zu einer Geburtstagssendung ihrer Mutter hatte sie ihr Debüt mit dem Lied „Reden wir“ (russ. Поговорим; Pogoworim), es folgten zwei Videoclips („Ruf mich“ und „Bittere Katzenjammer“), 1993 erschien ihr erstes Album „Treue“ (russ. Верность, Wernost), 1994 ein weiterer Videoclip („Kreis des Mondes – Zeichen der Liebe“). Daneben spielte sie 1995 in einem weiteren Film („Limit“) und begann ein Studium an der Schauspielfakultät der Russischen Akademie für Theaterkunst. 1995 spielte sie am Moskauer Kunsttheater und erhielt dafür eine Auszeichnung vom Ministerium für Kultur für die beste weibliche Rolle.
1995 wurde die Gruppe „Vogelscheuche“ (russ. Чучело, Tschutschelo) gegründet, deren Sängerin sie wurde. 1996 trat sie in New York in der Carnegie Hall auf, nahm an Boris Jelzins Wahlkampagne „Geh zur Wahl oder du verlierst“ teil und veröffentlichte ihr zweites Album – „Null Uhr Null Minuten“ (russ. Ноль часов ноль минут).
1998 kam ihr Album „Du“ (russ. Ты; Ty) heraus. 5 der 12 Lieder waren ursprünglich für ihre Mutter Alla Pugatschowa geschrieben und von ihrer Mutter vorgeschlagen.
Kristina Orbakaite errang 2002 bei den World Music Awards einen Preis als meistverkaufter Musiker Russlands. 2003 kam das Album „Zugvogel“ (russ. Перелётная птица. Pereljotnaja Ptiza) heraus.
2007 begannen die Dreharbeiten zum Film „Verschwörung“ (Заговор, Sagowor), der die Ermordung Rasputins zum Thema hat. Orbakaite spielt darin die Rolle der Zarin Alexandra Feodorowna.
Kristina Orbakaite tritt häufig in Fernsehshows und Konzerten auf.
Im Februar 2022 verurteilte sie den Krieg in der Ukraine.

## Diskografie

### Alben
- 1994: Верность (Treue)
- 1996: Ноль часов, ноль минут (Null Uhr Null Minuten)
- 1998: Ты (Du)
- 2000: Май (Mai)
- 2002: Верь в чудеса (Glaub an Wunder)
- 2003: Перелётная птица (Zugvogel)
- 2005: My Life
- 2008: Слышишь - Это Я
- 2011: Поцелуй На Бис
- 2013: Маски
- 2016: Бессонница
- 2021: Свобода
- 2025: Я танцую на солнце

### Kompilationen
- 1999: Той женщине, которая… (Der Frau, welche…)
- 2001: The Best
- 2002: Океан любви (сборник) – Ozean der Liebe

### Remix-Alben
- 2001: Remixes

### Singles (Auswahl)
- 2001: Мой Мир
- 2003: Перелетная Птица
- 2003: Просто Любить Тебя (mit Avraam Russo)
- 2008: Опять Метель (mit Alla Pugatschowa)
- 2018: Пьяная вишня
- 2019: Она
- 2020: Свобода

## Filmografie (Auswahl)
- 1983: «Чучело» – Vogelscheuche
- 1991: «Виват, гардемарины!» – Vivat, gardemariny!
- 1992: «Гардемарины – III» – Gardemariny III
- 1997: «Новейшие приключения Буратино» – Noveyshie priklyucheniya Buratino
- 2003: The Tulse Luper Suitcases, Part 3: From Sark to the Finish (Regie: Peter Greenaway)